# AI inside
AI inside株式会社（エーアイ インサイド、英: AI inside Inc.）は、東京都渋谷区に本社を置く日本の企業。文字認識技術を活用したクラウド型/オンプレミス型AI-OCRサービスや、人とAIの協働による新たな価値創出を支援するAIエージェントを手掛ける。

## 概要
2015年設立、2019年12月に東京証券取引所マザーズ上場。独自のAI技術により、申込書や請求書など様々な書類を高精度に読み取りデジタルデータ化する、光学式文字認識技術（AI-OCR）を応用したサービス「DX Suite」の開発・提供を行なっており、日本国内市場においてトップシェアを有する。
製品の販売は直販のほか、NTTデータや大日本印刷などパートナー企業が行なう。
高いシェアを誇ることで、処理件数が多くなり、AIが学習するデータも多くなり、「人が読めるものであれば、読み取ることができる」高精度さを可能としている。NTTデータは、手書き文字の約98%をデジタルデータ化することができるとしている。
AI開発・運用に求められるデータ基盤・学習基盤・運用基盤を包含し、画面上の簡易な操作のみで現場のニーズに合致した独自のAIを顧客が開発することができるクラウドサービス「AnyData」や、生成AIを活用したAIエージェントサービス「Heylix」も提供している。
2019年には、テレビ朝日と共同開発した、海外スポーツ中継の国際映像にスーパーインポーズされる英語選手名を自動かつリアルタイムで日本語選手名に変換するシステムが、技術振興賞コンテンツ技術賞を受賞した。
2021年4月28日、販売パートナーNTT西日本からライセンス契約の一部を更新しないとの通知を受け、2022年3月期に17億6300万円の売り上げが減少するとの見込みを公表。株価は翌営業日から2日連続ストップ安となった。
2021年5月12日の決算発表で、2022年3月期の売上高が前期比21.5％減の36億900万円、営業利益が同80.8％減の4億5300万円の減収減益予想と発表した。
2023年、生成AI・LLMの研究開発と社会実装を行う組織「Xresearch」の創設や経営層向けのAI実装コンサルティングチームである「InsideX」を発足した。
2023年10月、AIエージェント「Heylix」を正式版として提供開始した。「Heylix」は、生成AI・予測AI・認識AIなど複数のテクノロジーを掛け合わせることで複雑なタスクでもユーザを支援することが可能となる。
2024年1月、AI-OCRサービス「DX Suite」に生成AIを実装してアップデートした。AI-OCRにとどまらない後続業務のデータ処理の自動化、ユーザ専用環境によるご利用状況に応じた運用の最適化など、大幅な機能拡張を実現した。

## 沿革
- 2015年（平成27年）8月3日 - AI inside 株式会社を設立
- 2016年（平成28年）12月 - 「NVIDIA Inception Program」のパートナー企業として認定
- 2017年（平成29年）手書き文字認識AIを活用した、AI-OCRサービス「DX Suite」をリリース
- 2018年（平成30年）9月 - 帳票の仕分けAIサービス「Elastic Sorter」を提供開始
- 2019年（令和元年）
  - 6月 - 非定型帳票AI-OCRサービスを提供開始
  - 6月 - エッジコンピューティング用ハードウェアの「AI inside Cube」をリリース
  - 12月25日 - 東証マザーズ市場に上場
- 2020年（令和2年）11月 - エッジコンピューティング用ハードウェア「AI inside Cube mini」を提供開始
- 2021年（令和3年）
  - 4月 - ノーコードAI開発・運用プラットフォーム 物体検出AI「Learning Center Vision」を提供開始
  - 6月 - パートナー企業が100社を突破
  - 9月 - 高性能エッジコンピューティング用ハードウェア「AI inside Cube Pro」を提供開始
- 2022年（令和4年）
  - 5月 - 株式会社aiforce solutionsの全株式を取得し子会社化、及び吸収合併
  - 6月 - ノーコードAI開発・運用プラットフォーム 予測・判断AI「Learning Center Forecast」、AI・インテリジェンスAPI群「Developer’s API」、実践型AI人材育成プログラム「AI Growth Program」を提供開始
  - 9月 - 米国Omniscience Corporationよりデータ構造化の技術及び特許を独占契約により取得
- 2023年（令和5年）
  - 6月 - 生成AI・LLMの研究開発と社会実装を行う「XResearch」を創設
  - 6月 - マルチモーダルなAI統合基盤「AnyData」をリリース。「Learning Center」を「AnyData」に統合
  - 6月 - 経営層向けAI実装コンサルティングチーム「InsideX」を発足
  - 8月 - AIエージェント「Heylix」をリリース
- 2024年（令和6年）
  - 1月 - DX Suite 生成AIによる大型アップデート
  - 8月 - 日本語のドキュメント処理に特化した大規模言語モデル「PolySphere-2」開発